# Avrillé, Maine-et-Loire
Avrillé är en kommun i departementet Maine-et-Loire i regionen Pays de la Loire i nordvästra Frankrike. Kommunen ligger i kantonen Angers-Nord-Ouest som tillhör arrondissementet Angers. År 2022 hade Avrillé 15 225 invånare.

## Befolkningsutveckling
Antalet invånare i kommunen Avrillé
| Referens: INSEE |